# Ieva Bidermane
Ieva Bidermane (* 6. November 1984 in Riga) ist eine lettische Physikerin und Fußballnationalspielerin.

## Karriere

### Verein
Bidermane startete ihre Karriere bei Skonto/Cerība-46 in Riga und spielte anschließend von 2008 bis 2012 in Frankreich beim FF Issy. 2012 wechselte sie nach Schweden in die Dam Division 4 Östra zu Gamla Upsala SK. Im März 2016 wechselte Bidermane vom lettischen Riga United FC nach Deutschland in die Berlin-Liga zum SV Lichtenberg 47.

### Nationalmannschaft
Seit 2011 gehört Bidermane zum Kader der Lettischen Fußballnationalmannschaft der Frauen und spielte bislang neun Länderspiele. Sie feierte ihr Debüt am 3. März 2011 in einem Freundschaftsspiel gegen die Luxemburgische Fußballnationalmannschaft der Frauen. Im März 2017 nahm, Bidermane für Lettland am Aphrodite Cup in Limassol auf Zypern teil.

## Persönliches
Im Jahre 2008 wurde Bidermane an der Universität Lettlands im Fach Physik promoviert. Seit 2016 arbeitet sie für das Helmholtz-Zentrum Berlin für Materialien und Energie.

## Auszeichnungen
- 2008: Spielerin des Jahres[10]
- 2015: Spielerin des Jahres[11]